# Patrick Winston

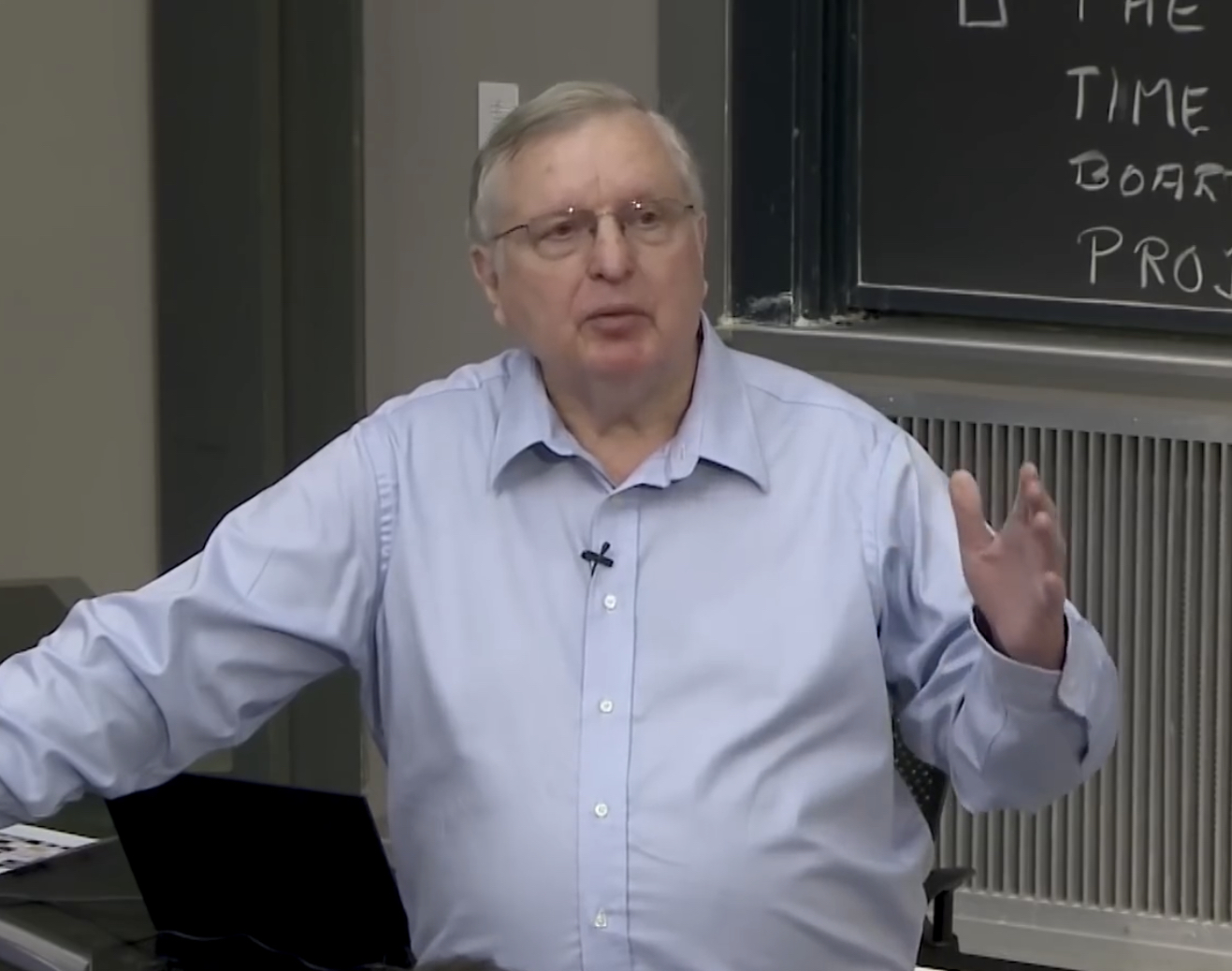
Patrick Winston, 2019

Patrick Henry Winston (* 5. Februar 1943 in Peoria, Illinois; † 19. Juli 2019 in Boston, Massachusetts) war ein US-amerikanischer Informatiker, der lange Jahre das AI-Lab am Massachusetts Institute of Technology (MIT) leitete.

## Leben
Winston studierte am MIT, wo er 1965 seinen Bachelor und 1967 seinen Master-Abschluss in Elektrotechnik machte. 1970 promovierte er dort bei Marvin Minsky am AI-Lab mit einer Arbeit über Computer-Lernen (Learning structural descriptions from examples). Ab 1970 war er am MIT, dessen AI-Lab er von 1972 bis 1997 leitete, als Nachfolger von Marvin Minsky. Er war dort Ford Professor of Artificial Intelligence and Computer Learning.
2009 leitete er dort die Genesis Group (eine interdisziplinäre Gruppe aus Neurowissenschaftlern, Linguisten, Informatikern und anderen zum Studium von Intelligenz), die EWall Group (zum Studium der Visualisierung von Informationen zum Beispiel für das Fernsehen, er arbeitet dort auch mit Architekten zusammen) und propagierte ein neues Forschungsfeld Computational Politics. Er war auch in mehreren Firmen als Berater tätig und Mitgründer und Vorsitzender der Software-Firma Ascent Technology.
Winston war Verfasser mehrerer Lehrbücher, unter anderem ein Standardwerk über Künstliche Intelligenz und Lisp. Er schrieb außerdem mehrere Bücher über Programmiersprachen.
Er war mehrfach im Naval Research Advisory Committee, von 1997 bis 2000 als Vorsitzender. Er war Präsident der Association for the Advancement of Artificial Intelligence (AAAI).
Er war Hobby-Tischler, der beispielsweise die Möbel seines Büros selbst herstellte.
Zu seinen Doktoranden zählt David Waltz.

## Schriften
- Künstliche Intelligenz. Addison-Wesley 1987 (englisches Original: Artificial Intelligence, Addison-Wesley 1977, 1981, 1984, 3. Auflage 1992)
- mit Berthold Klaus Paul Horn: Lisp. Addison-Wesley, 1981, 3. Auflage 1989
- mit Sundar Narasimhan On to Java, Addison-Wesley 1996
- On to Smalltalk. Addison-Wesley 1998
- On to C. Addison-Wesley 1994
- On to C++. Addison-Wesley 1994
- mit Richard Henry Brown (Hrsg.): Artificial Intelligence- an MIT Perspective. MIT Press 1979
- als Herausgeber: The psychology of computer vision. McGraw Hill 1975
- mit Karen Prendergast (Hrsg.): The AI business: the commercial uses of artificial intelligence. MIT Press 1984